# Antonio Cocchi
Antonio Cocchi né à Bénévent le 3 août 1695 et mort à Florence le 1er janvier 1758
est un médecin et philologue italien.

## Biographie
Antonio Cocchi naquit à Bénévent, en 1695, d’Hyacinthe Cocchi, médecin, originaire du Mugello, en Toscane. Après d’excellentes études, comme il se destinait à la même profession que son père, il s’appliqua aux sciences qui ont des rapports avec la médecine, telles que la physique, la botanique, la chimie, et s’y rendit très-habile, sans négliger pour cela la culture des belles-lettres. Il parcourut ensuite les contrées les plus éclairées de l’Europe, et se fit agréger aux universités les plus célèbres. Ses voyages lui donnèrent occasion de connaître des savants distingués. Newton et Boerhaave apprécièrent son mérite, et entretinrent avec lui une correspondance qui ne finit qu’avec leur vie. De retour dans sa patrie, il fut nommé d’abord professeur de médecine à Pise, et ensuite de philosophie et d’anatomie à Florence. L’empereur François Ier le choisit pour son antiquaire. Bientôt Cocchi justifia ces litres par de très-bons ouvrages. Les élèves accoururent de toutes paris pour entendre ses leçons. Il fut consulté de tous les pays et même par les souverains. C’est à ses soins réunis à ceux de Pier Antonio Micheli, son collègue et son ami, que Florence dut l’établissement d’une société de botanique. Par ordre de l’Empereur, il dressa les règlements de l’hôpital de la même ville. Il possédait les langues modernes de manière à pouvoir converser avec presque tous les étrangers qui venaient à Florence, et ses ouvrages prouvent qu’il n’était pas moins versé dans les langues anciennes. Il mourut le 1er janvier 1758, âgé de 62 ans.

## Œuvres
- une traduction latine du roman grec de Xénophon d’Éphèse, les Amours d’Anthias et d’Abrocôme, dont il publia, le premier, le texte, d’après un manuscrit conservé à. l’abbaye des bénédictins de Florence, Londres, 1726, in-4°[1] ;
- Trattato de bagni di Pisa, Florence, 1750, in-4°, fig. ;
- Consulti medici, Bergame, 2 vol. in-4° ;
- De’ Vermi cucurbitini dell’uomo, Pise, 1759, in-8° ;
- Græcorum chirurgici libri ; Sorani unus de parturarum Signis ; Oribasii duo de Fractis et Luxatis, e collectione Nicetæ conversi atque editi ab Anton. Cocchio, gr. et lat., Florence, 1754, in-fol.
- Une dissertation sur Asclépiade, en italien, Florence, 1758 : elle devait être suivie de plusieurs autres que la mort l’empêcha de publier.
- Un grand nombre d’opuscules recueillis en grande partie, sous ce titre : de’ Discorsi Toscani del dott. Ant. Cocchi, Florence, 1761-62, 8 part. in-4°. Ce recueil de pièces de médecine et de physique a été traduit en français par de Puisieux, 1762, in-12. Les principaux ouvrages qu’il contient sont : une Dissertation sur le régime pythagoricien, qui avait déjà été mise en français par l’abbé Bentivoglio ; un Discours sur l’usage des bains froids chez les anciens ; un Éloge de Micheli ; une Lettre critique sur un manuscrit en cire, qui contient le détail de la dépense de la cour de Philippe le Bel, roi de France, pendant plusieurs mois de l’année 1301. On lui doit encore une édition des Discorsi di anatomia de Lorenzo Bellini, Florence, 1744, 3 part., à la tête de chacune desquelles il a placé une préface. Il est encore auteur de la préface qui se trouve à la tête de la Vie de Benvenuto Cellini, orfèvre et sculpteur, écrite par lui-même, et publiée sous le titre de Cologne, chez René Marteau, sans date, mais imprimée à Naples, en 1728. Cocchi prend quelquefois à la tête de ses ouvrages le titre de Filosofo mugellano. Sa vie a été écrite par Ferdinando Fossi, etc., et par Angelo Fabroni, dans le t. 11 des Vitæ ltalorum doctrina excellentium.